# エミール・クローンケ
エミール・クローンケ（Emil Kronke, 1865年11月29日 - 1938年12月16日）は、ドイツ後期ロマン派音楽の作曲家。
ダンツィヒに生まれる。両親によって早くから楽才を育まれた後、ライプツィヒ音楽院やドレスデン音楽院で専門教育を受け、カール・ライネッケやフェリクス・ドレーゼケ、テオドール・キルヒナー、ジャン・ルイ・ニコデ、トーマス教会オルガニストのカール・ピウッティらに師事。22歳以降はドレスデンに定住し、同地でピアノ教師やピアニストとしてだけでなく、室内楽奏者としても活動した。作曲家としてはピアノ曲だけでなく、ピアノと管弦楽のための作品や、さまざまな楽器のための小品、とりわけフルートのための小品を手掛けた。ドレスデンにて没。

## 主要作品
- フルートとピアノのための《古風な様式による組曲》作品81 Suite im alten Stil für Flöte und Klavier
- フルートと弦楽オーケストラのための《古風な様式による室内協奏曲》作品112 Kammerkonzert im alten Stil für Flöte und Streichorchester
- フルートとピアノのための《古風な様式による組曲 第2番》作品160 Zweite Suite im alten Stil
- 2つのフルートとピアノのための《2匹の蝶々》作品165 Deux Papillons für 2 Flöten und Klavier
- 4つのフルートのための《自作主題によるパラフレーズ》作品184 Paraphrasen über ein eigenes Thema für 4 Flöten
- フルートとピアノのための易しい小品集《ハチドリ》作品210 Kolibris. Kleinste leichte Stücke für Flöte und Klavier